# ديك ديل
ديك ديل (بالإنجليزية: Dick Dell) هو لاعب كرة مضرب أمريكي، ولد في 29 سبتمبر 1947 في واشنطن العاصمة في الولايات المتحدة.

## وصلات خارجية
- ديك ديل على موقع رابطة محترفي التنس (الإنجليزية)
- ديك ديل على موقع الاتحاد الدولي لكرة المضرب (الإنجليزية)
- ديك ديل على موقع خلاصة التنس.كوم (الإنجليزية)